# Szenharijiwka
Szenharijiwka (ukr. Шенгаріївка) – wieś na Ukrainie, w obwodzie połtawskim, w rejonie połtawskim, w hromadzie Zińkiw. W 2001 liczyła 453 mieszkańców.